# Бунино (Фатезький район)
Бунино (рос. Бунино) — присілок в Фатезькому районі Курської області Російської Федерації.
Населення становить 25 осіб. Входить до складу муніципального утворення Солдатська сільрада.

## Історія
Населений пункт розташований на території українського етнічного та культурного краю Східна Слобожанщина.
Від 2004 року входить до складу муніципального утворення Солдатська сільрада.

## Населення
| 1905 | 1979 | 1989 | 2002 | 2010 |
| ---- | ---- | ---- | ---- | ---- |
| 388  | ↘225 | ↘120 | ↘69  | ↘25  |